# Werner Faymann

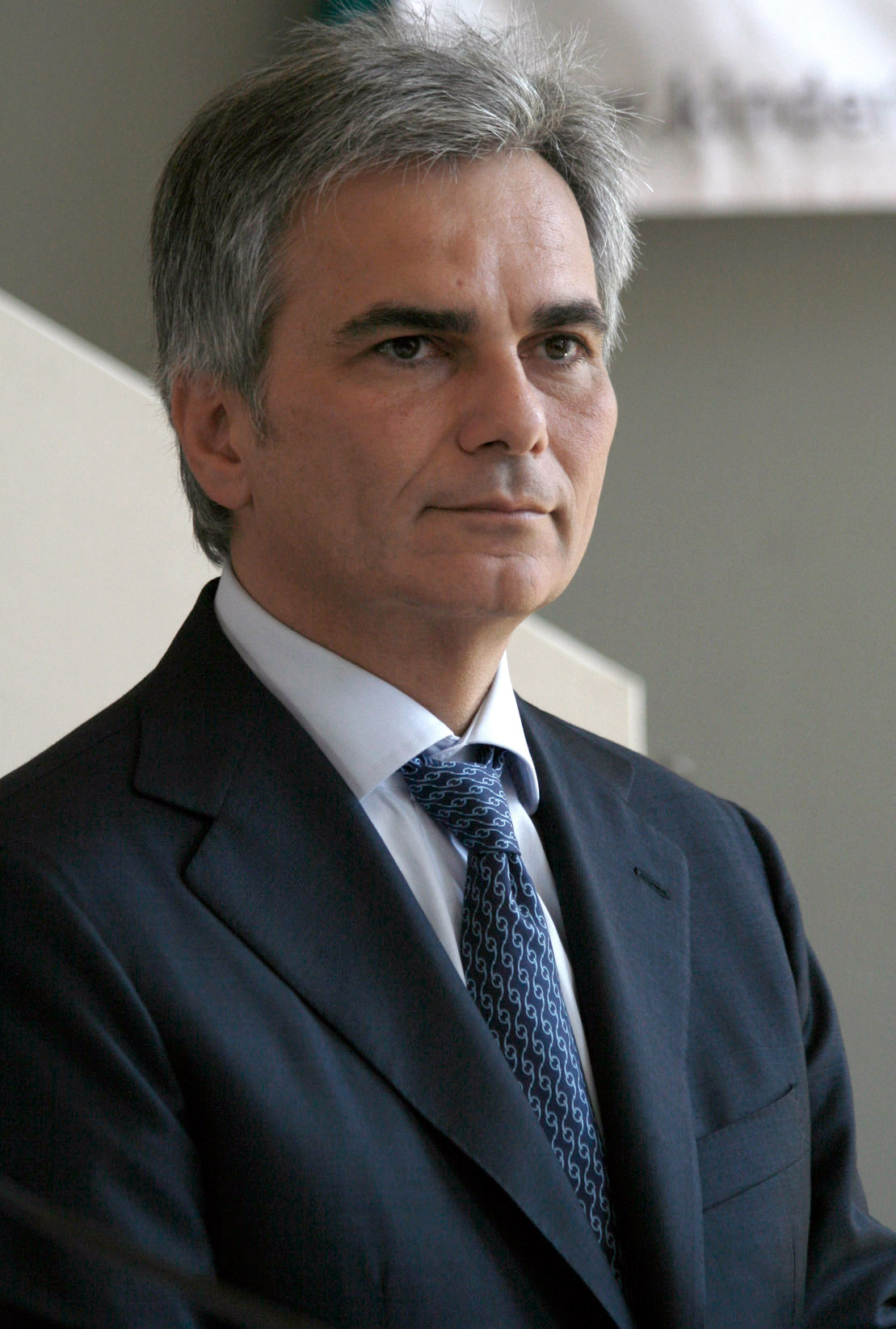
Werner Faymann 2008

Werner Faymann (* 4. Mai 1960 in Wien) ist ein österreichischer Unternehmer und ehemaliger Politiker (SPÖ). Von 1981 bis 1987 war er Wiener Landesvorsitzender der Sozialistischen Jugend Österreich (SJÖ). Von Dezember 2008 bis Mai 2016 war er Bundeskanzler der Republik Österreich und 2008 bis 2016 Bundesparteivorsitzender der SPÖ. Von 2007 bis 2008 war er österreichischer Verkehrsminister und Abgeordneter zum Nationalrat.

## Leben

### Jugend
Während seiner Schulzeit an einem Gymnasium im Wien Rudolfsheim-Fünfhaus trat Faymann der SJÖ bei. Er maturierte am Gymnasium (Realgymnasium) für Berufstätige am Henriettenplatz im 15. Wiener Gemeindebezirk. Seinen Zivildienst leistete Faymann beim SPÖ-nahen Verein „Junges Wien“ in der Jugendarbeit und initiierte das heute noch bestehende Wiener Lehrlingsprojekt „Zentrum Aichholzgasse“. Er inskribierte an der Universität Wien Rechtswissenschaften, Kunstgeschichte und Politikwissenschaft. Sein Lebenslauf, der nach den Angaben der jeweiligen Person von der Parlamentsdirektion erstellt wird, enthielt unter Berufsausbildung ein „Studium der Rechtswissenschaften an der Universität Wien“ ohne weiteren Kommentar, bis dies in den ORF-Sommergesprächen 2012 zum Thema wurde. Im Sommergespräch gab er an, Einzelvorlesungen besucht zu haben und im Studium der Rechtswissenschaften eine Prüfung zu einem Einführungsseminar abgelegt zu haben. Außerdem gab er an, einen Taxischein gemacht zu haben. Er sei aber „außer ein paar mal“ nie Taxi gefahren. Auf die Frage, wie er die Lücke in seinem Lebenslauf zwischen seiner Matura 1978 und seinem ersten Job als Landtagsabgeordneter 1985 erkläre, gab Faymann an, in diesen sieben Jahren den Zivildienst und Ferialjobs gemacht zu haben sowie in der Sozialistischen Jugend aktiv gewesen zu sein.

### Eintritt in die Politik
1981 wurde er Landesvorsitzender der SJ Wien und war für diese 1983 einer der Mitorganisatoren einer Gegenveranstaltung (Alternative zum Papst-Besuch) zur Jugendbegegnung beim ersten Österreichbesuch von Papst Johannes Paul II.
1985 wurde er Konsulent der Zentralsparkasse, eines der Wiener Stadtverwaltung sehr nahe stehenden Kreditinstituts. Faymann war von 1985 bis 1994 Mitglied des Wiener Landtages und Gemeinderates.
Von 1988 bis 1994 war er Geschäftsführer und Landesvorsitzender der Wiener Mietervereinigung. 1994 wurde er Präsident des Wiener Bodenbereitstellungs- und Stadterneuerungsfonds (WBSF) und Vizepräsident des Wiener Wirtschaftsförderungsfonds (WWFF).
Von 1994 bis 2007 war Faymann als amtsführender Stadtrat für Wohnbau und Stadterneuerung Mitglied der Wiener Landesregierung. Er hat die Vergabe von Gemeindewohnungen an Personen ohne Staatsbürgerschaft ermöglicht. Bei der Veräußerung von Gemeindeimmobilien im Jahr 2002 legte er den Schwerpunkt auf den Verkauf an interessierte Mieter. Gemeindebauten blieben vom Verkauf ausgenommen.

### Minister und Bundeskanzler

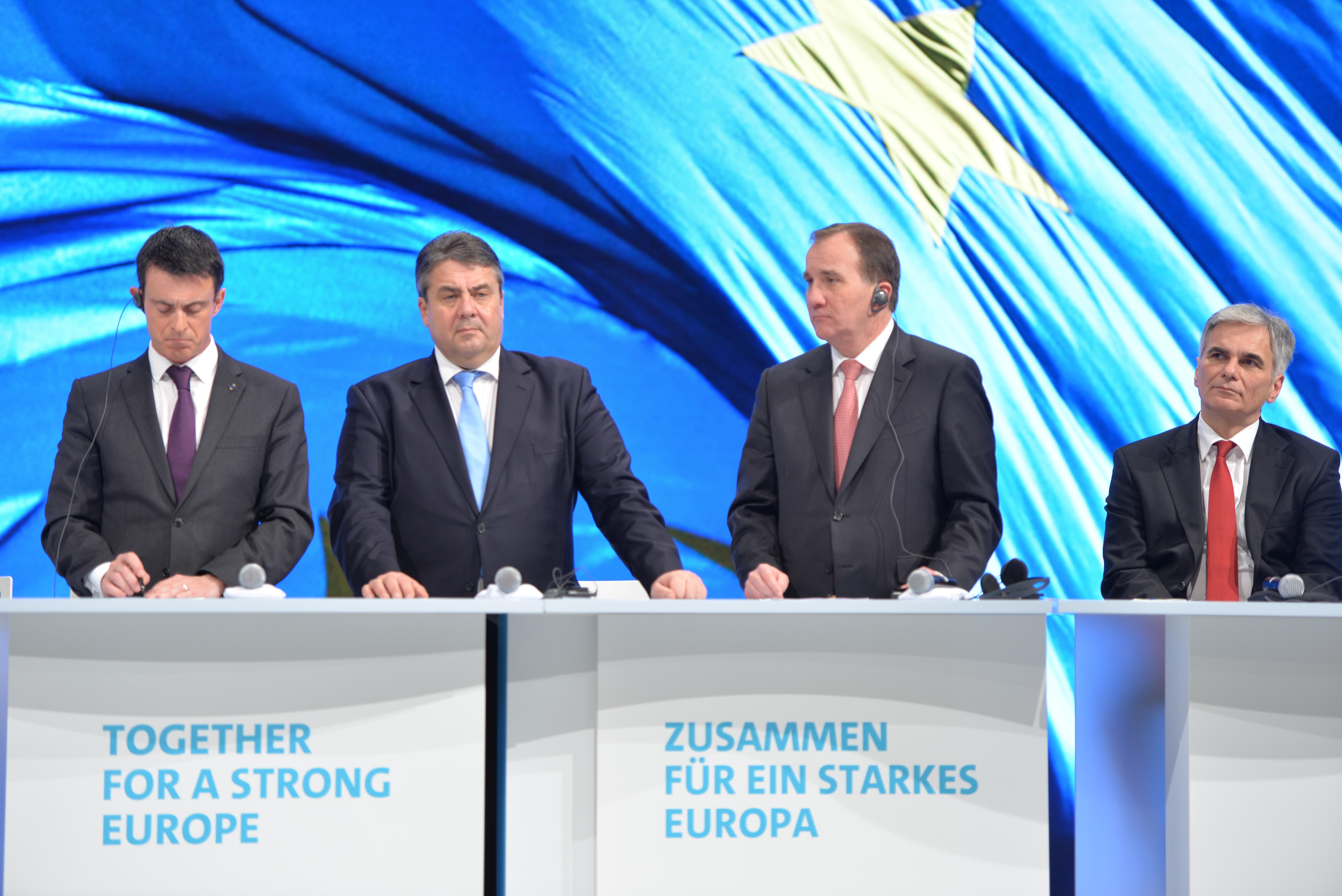
Werner Faymann (r.) mit Manuel Valls (französischer Ministerpräsident), Sigmar Gabriel (deutscher Vizekanzler) und Stefan Löfven (schwedischer Ministerpräsident) am 12. Dezember 2015 in Berlin

Ab Jänner 2007 bekleidete er das Amt des Infrastrukturministers unter Bundeskanzler Alfred Gusenbauer. In seiner kurzen Amtszeit als Infrastrukturminister beendete er die 160-km/h-Teststrecke auf der Tauernautobahn. In seine Amtszeit fiel zudem die Abschaffung der Tagfahrlichtpflicht sowie die Einführung der Winterreifenpflicht.
Am 16. Juni 2008 wurde er zum geschäftsführenden Vorsitzenden der SPÖ bestellt. Nach der Aufkündigung der SPÖ-ÖVP-Koalition durch Vizekanzler Wilhelm Molterer (ÖVP) am 7. Juli 2008 wurde Faymann von der SPÖ zum Spitzenkandidaten für die Neuwahl des Nationalrates designiert. Am Bundesparteitag vom 8. August 2008 in Linz wurde er mit 98,36 % zum Bundesparteivorsitzenden der SPÖ gewählt. Am 13. Oktober 2012 wurde er mit 83,43 % im Amt als Bundesparteivorsitzender der SPÖ wiedergewählt, das ist das schlechteste Ergebnis eines SPÖ-Chefs ohne Gegenkandidaten in der jüngeren Parteihistorie.
Für ein erstes Aufsehen als Spitzenkandidat sorgte Faymann mit seinem Fünf-Punkte-Programm zum Teuerungsausgleich, das er kurz vor der Wahl durch Aufkündigung des Koalitionsabkommens im Parlament zum Großteil durchsetzte. Es beinhaltete die Erhöhung des Pflegegelds, die Abschaffung von Studiengebühren, die Erhöhung der Familienbeihilfe durch Einführung einer 13. Auszahlung und die Verlängerung der Hacklerregelung. Nicht erreicht werden konnte die ebenfalls geforderte Halbierung der Mehrwertsteuer auf Lebensmittel. Faymann galt bei Amtsantritt als Pragmatiker innerhalb der SPÖ. Dieses Bild änderte sich allerdings seit der Finanzkrise ab 2007. In vielen Kampagnen warb er beispielsweise für die Wiedereinführung der Erbschafts- und Schenkungssteuer, die er ursprünglich ablehnte. Dies wurde in vielen Medien thematisiert und als Linksruck in der SPÖ interpretiert.
Bei der Nationalratswahl 2008 konnte Faymann den ersten Platz für die SPÖ verteidigen, musste aber große Verluste gegenüber der Wahl 2006 hinnehmen. Am 23. November 2008 erklärten die Parteichefs von SPÖ und ÖVP, dass sie sich auf eine Neuauflage der großen Koalition mit Werner Faymann als Bundeskanzler geeinigt haben.
In den ersten Monaten seiner Zeit als Bundeskanzler folgten große Verluste bei den Landtagswahlen in Kärnten, in Salzburg und in Oberösterreich sowie schlechte Umfragewerte. Manche sahen die SPÖ unter seiner Führung in einer Krise, da die Partei ein unklares Profil hatte. Daraufhin setzte Faymann auf eine Kampagne über Verteilungsgerechtigkeit und forderte vermögensbezogene Steuern, womit er sein Versprechen, keine neuen Steuern einführen zu wollen, brach. Im Jahr 2010 kündigte Faymann mit dem deutschen SPD-Chef Sigmar Gabriel ein EU-weites Volksbegehren zur Einführung einer Tobin-Steuer an. Ein solches Begehren war nach Inkrafttreten des Lissabon-Vertrags möglich geworden. Nach dem Beginn der Nuklearkatastrophe von Fukushima 2011 kündigte er eine ähnliche Initiative an.
Während seiner Kanzlerschaft wurde außerdem ein Bankenhilfspaket verabschiedet, das von allen großen Banken Österreichs genutzt wurde. Zusätzlich wurden zwei Großbanken (Kommunalkredit, Hypo Alpe Adria) verstaatlicht und die Österreichische Volksbanken-Aktiengesellschaft teilverstaatlicht, um sie vor dem Bankrott zu retten.
Weitere Änderungen während Faymanns Kanzlerschaft waren eine Erhöhung der Mineralölsteuer per 1. Jänner 2012, eine Wiederabschaffung der 13. Familienbeihilfe, die Schaffung der gemeinsamen Obsorge im Familienrecht sowie die Ratifizierung des ESM. Per 1. März 2014 erfolgte eine Erhöhung der Motorbezogenen Versicherungssteuer, eine Erhöhung der NOVA und die de facto Wiedereinführung der Sektsteuer mit 1 € pro Liter (die Steuer war zuvor nicht abgeschafft, sondern nur auf 0 gesetzt worden).
Eine Wende vollzog die SPÖ unter Faymanns Vorsitz bezüglich der Wehrpflicht. War die SPÖ jahrzehntelang als Verfechterin der allgemeinen Wehrpflicht aufgetreten, so änderte sie diese Linie im Oktober 2010 kurz vor den Landtags- und Gemeinderatswahlen in Wien. Da sich der Koalitionspartner ÖVP aber ebenso unerwartet für die Wehrpflicht aussprach, obwohl er jahrzehntelang Berufsheer und NATO-Beitritt propagiert hatte, konnte keine Einigung erzielt werden. Man einigte sich schließlich darauf, am 20. Jänner 2013 eine Volksbefragung über die Beibehaltung der Wehrpflicht durchzuführen. Diese Volksbefragung erbrachte eine klare Mehrheit (59,7 %) für die Beibehaltung der Wehrpflicht und des Wehrersatzdienstes (Zivildienst).
Nach der Nationalratswahl 2013 wurde Werner Faymann als Vorsitzender der stimmenstärksten Partei SPÖ am 9. Oktober 2013 von Bundespräsident Heinz Fischer mit der Bildung einer neuen Regierung beauftragt.
Am 4. September 2015 gab Faymann bekannt, nach Telefonaten mit der deutschen Bundeskanzlerin Angela Merkel und dem ungarischen Premierminister Viktor Orbán sei vereinbart worden, dass Österreich und Deutschland aufgrund der Notlage entgegen den Bestimmungen des Dublin-Abkommens ohne Registrierung durch Ungarn einer Weiterreise der Flüchtlinge an der österreichisch-ungarischen Grenze in ihre Länder zustimmen. Daraufhin wurden mehrere Tausend Flüchtlinge mit dem Zug von der Grenze nach Wien und teilweise weiter von dort nach Deutschland gebracht.
Später im selben Monat schlug Faymann im Zuge der Flüchtlingskrise in der EU vor, EU-Fördermittel für solche Mitgliedstaaten zu kürzen, die keine oder nur sehr wenige Flüchtlinge aufnehmen. Diesem Vorschlag wurde von EU-Erweiterungskommissar Johannes Hahn entgegengehalten, er verstoße gegen geltendes EU-Recht, da die EU-Fördermittel im gemeinsamen Finanzrahmen bereits bis zum Jahr 2020 verteilt waren.
Seit dem Antreten von Faymann als SP-Vorsitzender und Kanzler im Jahr 2008 trat die SPÖ auf Bundes-, Landes- und EU-Ebene bei 20 Wahlen an, wobei sie 18 Mal Verluste hinnehmen musste, darunter auch zweimal um 10 oder mehr Prozentpunkte. Der einzige deutliche Stimmengewinn wurde bei der Landtagswahl in Kärnten 2013 erreicht. In diesen Jahren gingen die Landeshauptmannposten in Salzburg (Landtagswahl in Salzburg 2013) und in der Steiermark (Landtagswahl in der Steiermark 2015) an die ÖVP verloren.
In Folge des schlechten Ergebnisses des SPÖ-Kandidaten Rudolf Hundstorfer im ersten Wahlgang der Bundespräsidentenwahl am 24. April 2016 kam es innerhalb der Partei zu intensiven Diskussionen auch über Faymann als Kanzler und Parteichef. Am 9. Mai 2016 erklärte er, sowohl vom Amt des Bundeskanzlers als auch als Vorsitzender der SPÖ zurückzutreten, da ihm für den notwendigen Neustart der Regierung der notwendige volle Rückhalt in der Partei fehle. Bundespräsident Heinz Fischer betraute Vizekanzler Reinhold Mitterlehner mit der interimistischen Fortführung der Regierungsgeschäfte, der Wiener Bürgermeister und Landeshauptmann Michael Häupl übernahm bis auf Weiteres den Parteivorsitz. Der Vorstand der Sozialdemokratischen Partei Österreichs (SPÖ) einigte sich am 12. Mai 2016 auf den bereits mehrfach hierfür genannten Christian Kern, bisher Vorstandsvorsitzender der ÖBB-Holding AG, als Nachfolger im Amt des Bundeskanzlers und in der Funktion des Parteivorsitzenden.

### Verhältnis zu den Medien
Faymann und Hans Dichand (1921–2010, Herausgeber der Kronen Zeitung) kannten sich seit ungefähr 1985 und waren viele Jahre Freunde.  Während Faymanns Zeit als Wiener Wohnbaustadtrat unternahmen er und Dichand Urlaubsreisen; er schrieb für die Kronen Zeitung eine Kolumne unter dem Titel Der direkte Draht zum Stadtrat. In der Kronen Zeitung wurde auch jener an Dichand adressierte Brief Faymanns und Gusenbauers veröffentlicht, in dem sie die Änderung der Parteilinie in Europafragen und Volksabstimmungen über zukünftige EU-Verträge ankündigten.
In den von Werner Faymann verantworteten Bereichen wurden vermehrt Inserate in österreichischen Medien, insbesondere in der Tageszeitung Heute, geschaltet. Ihm wurde daher immer wieder Inseratenkorruption vorgeworfen. 2011 erstattete die FPÖ gegen Faymann und seinen damaligen Kabinettsleiter Josef Ostermayer Strafanzeige wegen Untreue, Verstoß gegen das Aktiengesetz und Amtsmissbrauch. Die FPÖ behauptete, er habe während seiner Amtszeit als Infrastrukturminister die ihm damals unterstehenden Staatsunternehmen ÖBB und ASFINAG zum Inserieren in Boulevardmedien (Kronen Zeitung, Österreich, Heute) gezwungen. Die Wirtschafts- und Korruptionsstaatsanwaltschaft sah keinen hinreichenden Tatverdacht und stellte im November 2013 das Ermittlungsverfahren ein. Werner Faymann ist damit der erste österreichische Bundeskanzler, gegen den die Staatsanwaltschaft während laufender Amtszeit ermittelte.

### Tätigkeiten nach dem Rücktritt
Nach seinem Rücktritt registrierte Faymann sich im Lobbying- und Interessenvertretungsregister mit dem Tätigkeitsbereich Beratung und Public Affairs und zog eine Tätigkeit auf europäischer Ebene in Erwägung.
Im September 2016 gründete er gemeinsam mit seinem ehemaligen Pressesprecher Matthias Euler-Rolle das Unternehmen „4Projektmanagement- und KommunikationsgmbH“ mit Fokus auf die Entwicklung von Immobilienprojekten sowie Öffentlichkeitsarbeit – beide halten 50 % der Anteile. Sein Unternehmen verzeichnete für 2017 einen Bilanzgewinn in Höhe von rund 195.000 Euro, wie die Tageszeitung „Die Presse“ berichtete. Das Unternehmen ist mit 44 % hauptbeteiligt an der Berliner „VIB – International Strategy Group GmbH & Co. KG“, deren Miteigentümer neben dem ehemaligen deutschen SPD-Chef und Vizekanzler Sigmar Gabriel auch weitere SPD-Politiker sind. Ferner ist diese Gesellschaft wiederum mit 6,07 % an der IMFARR Beteiligungs GmbH beteiligt, die auf Immobilienentwicklungen in Österreich und Deutschland spezialisiert ist.
Am 1. September 2016 wurde er zum ehrenamtlichen UN-Sonderbeauftragten zur Verhinderung von Jugendarbeitslosigkeit berufen.

### Privates
Faymann lebt in Wien-Liesing. Er ist seit 2001 in zweiter Ehe mit der Wiener Landtagsabgeordneten Martina Ludwig-Faymann verheiratet und hat zwei Töchter, eine davon aus erster Ehe.

## Ehrungen und Auszeichnungen
- Otto-Bauer-Plakette für Verdienste im Kampf gegen Rechtsradikalismus und Faschismus[45]
- Großes Goldenes Ehrenzeichen am Bande für Verdienste um die Republik Österreich durch Bundespräsident Heinz Fischer (2012)[46]
- Big Brother Award, in der Kategorie Politik (2013)

## Veröffentlichungen
- Werner Faymann: Mitbestimmung in der Schule lernen. In: Michael Häupl (Hrsg.): ModellStadt – WeltStadt. politische Konzepte für Europas Städte. Promedia Verlag, Wien 1997, ISBN 3-85371-121-9.
- Rüdiger Lainer, Werner Faymann, Walter Zschokke: Ornament und die Tiefen der Oberfläche. Hrsg.: Aedes East. Aedes, Berlin 2004, ISBN 3-937093-35-4.